# Санта Ана (Салвадор)
Вижте пояснителната страница за други значения на Санта Ана.
Санта Ана (на испански: Santa Ana) е град и община в Западен Салвадор. Административен център на департамент Санта Ана. През 2007 г. населението на града е 204 340 души, а на общината 245 400 души.